# Autodeterminació

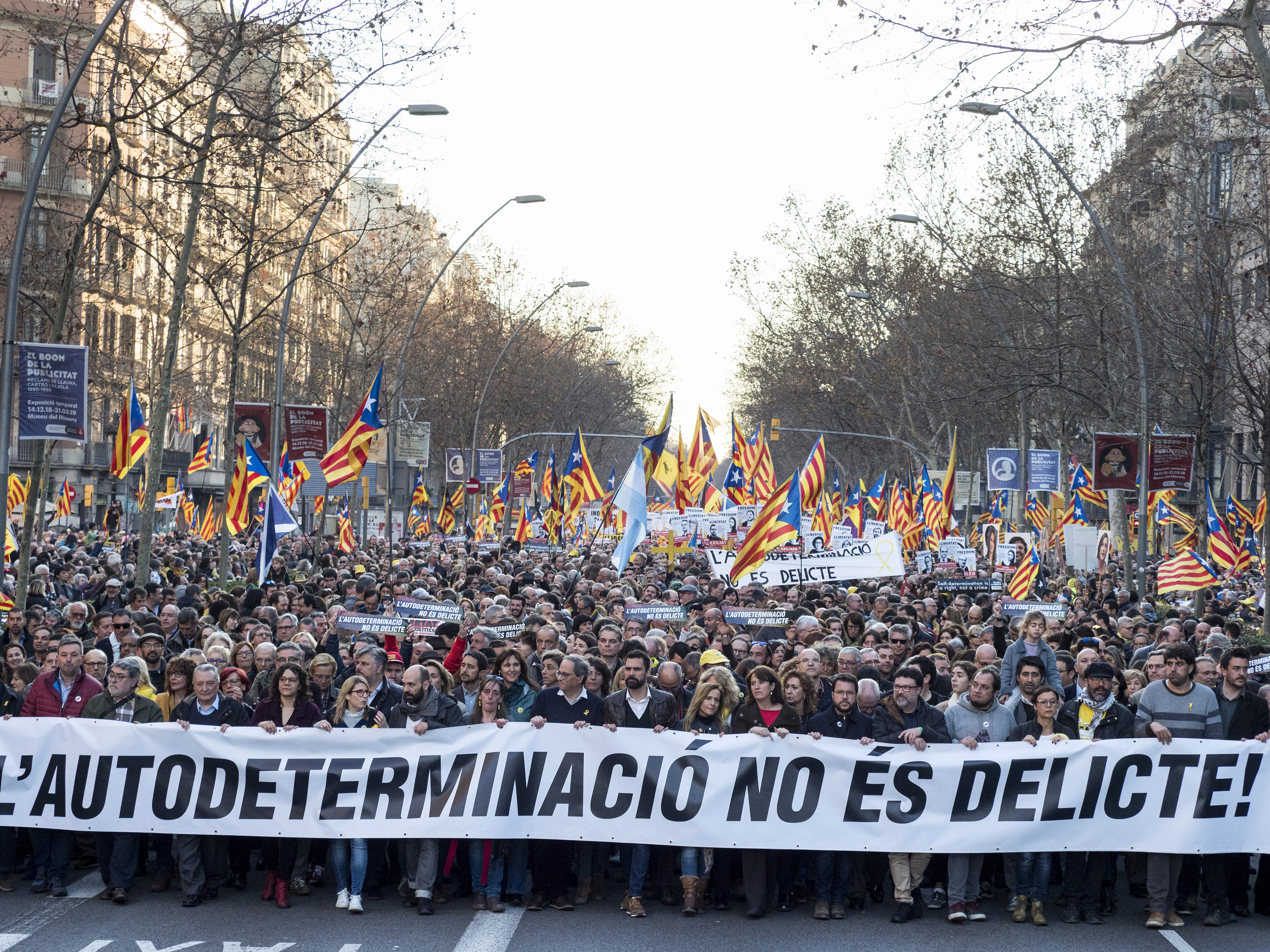
Manifestació a favor de l'autodeterminació de Catalunya a la Gran Via de les Corts Catalanes de Barcelona el 2019.

El dret d'autodeterminació és un principi fonamental dels drets humans; es tracta del dret dels pobles a "determinar lliurement el seu estatus polític".
El dret d'autodeterminació dels pobles fou formalitzat jurídicament per primera volta en la Carta de les Nacions Unides, ratificada l'any 1945. L'article 1 d'aquesta Carta, punt 2, estableix que un dels propòsits de les Nacions Unides és fomentar el respecte al principi d'autodeterminació dels pobles.
| «                             | Fomentar entre les nacions relacions d'amistat basades en el respecte al principi de la igualtat de drets i al de la lliure determinació dels pobles, i prendre altres mesures adequades per enfortir la pau universal. | » |
| — Carta de les Nacions Unides | |   |

El 4-5 de desembre de 1950 l'Assemblea General de les Nacions Unides, en reafirmació del principi enunciat en la Carta, va reconèixer que "el dret dels pobles i nacions a la lliure determinació" era un dret humà fonamental, i decidí incloure'l en els futurs Pactes Internacionals de Drets Humans. A més a més, disposava que tots els estats han de fomentar l'exercici d'aquest dret.
El dret a l'autodeterminació és una norma de ius cogens. Les normes de ius cogens constitueixen el nivell més alt de les normes de dret internacional i han d'ésser obeïdes sempre.

## Origen del concepte i del terme
El concepte d'autodeterminació sembla derivar lògicament del principi de les nacionalitats. A partir de mitjan segle xix és teoritzat per diversos pensadors i activistes. Així, ja el 1848, en la Crida als eslaus, Mikhaïl Bakunin proclama: "estan en un error els polonesos si, només basant-se en el dret històric, s'apropien d'Ucraïna sense ni tan sols demanar-ho al poble ucraïnès." Lajos Kossuth, a l'exili londinenc, invocava "el dret sobirà de tota nació a disposar de si mateixa" (3 novembre 1851). El jurista napolità Pasquale Stanislao Mancini, en el discurs Lineamenti del vecchio e del nuovo diritto delle genti davant la Universitat de Torí (1852), afirmava taxatiu: "El dret de les nacionalitats a constituir-se llurement, a conservar la independència si la posseeixen o a reivindicar-la si la violència les manté esclaves i oprimides, és un dret sacrosant i imprescriptible". A Londres, l'octubre de 1865, la Primera Internacional proclamava el "dret de tot poble a disposar de si mateix"; fórmula que en el Congrés de Ginebra (1866) esdevindria "dret dels pobles a disposar de si mateixos".
Pel que fa al terme, sembla que autodeterminació i dret d'autodeterminació foren encunyats originàriament en alemany: el 1865 el cèlebre historiador Theodor Mommsen es referia al "dret d'autodeterminació" (Selbstimmungsrecht) del poble alemany en referència a la qüestió de Slesvig-Holstein; el 1870 l'historiador del dret Eduard Zeller ja formulava "el dret d'autodeterminació dels pobles" (das Selbstimmungsrecht der Völker) en general.

## Antecedents jurídics
Molts dels conceptes incorporats en l'ideal d'autodeterminació poden trobar-se en documents cabdals de la lluita per la sobirania popular com ara la Declaració d'Independència dels Estats Units d'Amèrica (4 juliol 1776), així com els capitals de la Revolució Francesa. Parteix, doncs, de principis democràtics tals com la sobirania popular i el dret a la insurrecció contra la tirania.
En una resolució del Congrés de Londres (1896), la Segona Internacional donava suport "al ple dret de totes les nacions a l'autodeterminació". Sota la impulsió de Lenin, el Partit Obrer Socialdemòcrata Rus incorporà al programa el dret d'autodeterminació nacional (Brussel·les-Londres, juliol 1903). El concepte fou desenvolupat per la fracció bolxevic a partir de l'escissió (1905); Lenin insistí que havia d'incloure el dret dels pobles a la independència i la constitució en Estat propi. Amb la victòria de la Revolució d'Octubre de 1917, la Declaració de drets dels pobles de Rússia (2 [15] novembre 1917) formalitzà jurídicament el dret d'autodeterminació de les nacions oprimides, per primera volta en la història. Això inquietà profundament el sistema internacional d'estats constituïts.
Emperò, foren els Catorze Punts del president dels Estats Units Woodrow Wilson (8 gener 1918) els que popularitzaren el dret d'autodeterminació, universalment i de la nit al dia, i l'introduïren al centre de la vida política internacional. El fet és paradoxal, atès que, en bona part, els Catorze Punts pretenien contrarestar les proclames de Lenin, i que Wilson ignorava l'existència de nacions oprimides a Europa (fora del cas específic de Polònia). De fet, Wilson havia pres el terme de la tradició religiosa protestant, en què es referia a la sobirania dels creients; per a Wilson, autodeterminació (self-determination) era sinònim de 'sobirania popular' i es referia als drets polítics individuals, i no pas a l'alliberament de les nacions. En una altra paradoxa encara més retorçada, la recepció social massiva i immediata donà a la autodeterminació de Wilson el contingut postulat per Lenin: d'ençà 1918-1919, per dret d'autodeterminació dels pobles s'entén el dret de tot poble a decidir sobre el seu futur.
El dret d'autodeterminació fou invocat per representants de nombroses nacionalitats davant la Conferència de Pau de París (1919), i tingué un paper emblemàtic, però relatiu, en el Tractat de Versalles i altres paus de París a l'hora de traçar les fronteres de l'Europa Central i, potencialment, apuntar a la descolonització.
El dret d'autodeterminació ha estat reclamat en decennis recents per pobles d'arreu del món. En la majoria dels casos, és reivindicat per una comunitat ètnica o religiosa, minoritària al conjunt d'un Estat, que persegueix la independència envers la majoria ètnica dominant, per tal d'evitar ser discriminada o perseguida.
La Constitució de la Unió Soviètica reconeixia aquest dret a les seves repúbliques, però no va posar-se en pràctica fins a la perestroika, i va portar a la disgregació de la Unió Soviètica.

## L'autodeterminació en el dret internacional

### Carta de les Nacions Unides
En ratificar la Carta de les Nacions Unides (1945), els signataris introduïren definitivament el dret d'autodeterminació dels pobles en el marc del dret i la diplomàcia internacionals.
| «                                                                 | Els propòsits de les Nacions Unides són: 1. Mantenir la pau i la seguretat internacionals, i amb aquest fi: prendre mesures col·lectives eficaces per prevenir i eliminar les amenaces a la pau i suprimir tot acte d'agressió o altres ruptures de la pau, i portar a cap, per mitjans pacífics, de conformitat amb els principis de la justícia i del dret internacional, l'ajust o l'arranjament de controvèrsies o de situacions de caràcter internacional, susceptibles de conduir a una ruptura de la pau; 2. Desenvolupar entre les nacions unes relacions amistoses basades en el respecte al principi de la igualtat de drets dels pobles i del seu dret a la lliure determinació, i prendre totes aquelles mesures apropiades a enfortir la pau universal; 3. Realitzar la cooperació internacional en la solució dels problemes internacionals de caràcter econòmic, social, cultural o humanitari, tot promovent i encoratjant el respecte pels drets humans i de les llibertats fonamentals per a tothom, sense distinció de raça, sexe, llengua o religió; i 4. Ésser un centre d'harmonització dels esforços de les nacions per a l'obtenció d'aquests fins comuns. | » |
| — Nacions Unides , Carta de les Nacions Unides (1945): Article 1. | |   |

En aplicació de la Carta de les Nacions Unides, i de les resolucions de 4 i 5 de desembre de 1950, el dret d'autodeterminació dels pobles ha estat ratificat i desenvolupat mitjançant la Declaració sobre l'atorgament de la independència als pobles i països colonials (1960), així com pels pactes que, conjuntament amb la Declaració universal dels drets humans (10 des. 1948), constitueixen la Carta internacional dels drets humans: el Pacte internacional de drets civils i polítics (1966/76) i el Pacte internacional de drets econòmics, socials i culturals (1966/76).

### Declaració sobre l'Atorgament de la Independència als Pobles i Països Colonials
La Declaració sobre l'Atorgament de la Independència als Pobles i Països Colonials va ser adoptada per la Resolució de l'Assemblea General número 1514 (XV) de 14 de desembre de 1960. Tota la Declaració fa referència al dret a l'autodeterminació; de fet, però el dret s'esmenta específicament en l'article 2:
"Article 2. Tots els pobles tenen dret a l'autodeterminació; en virtut d'aquest dret determinen lliurement el seu estatus polític i procuren lliurement per llur desenvolupament econòmic, social i cultural."
Mitjançant aquesta Declaració, les Nacions Unides reconeixien expressament el principi d'autodeterminació en relació amb el procés de descolonització, per tal de facilitar a les antigues colònies que decissin lliurement llur futur.

### Pacte Internacional de Drets Civils i Polítics
Les Nacions Unides van proclamar, el 16 de desembre de 1966, el Pacte Internacional de Drets Civils i Polítics, que va entrar en vigor el 23 de març de 1976 i que ha estat signat i ratificat des d'aleshores per 168 estats. En l'article 1, aquest acord internacional afirma que tots els pobles tenen dret a l'autodeterminació i que els estats han de respectar aquest dret.
| «                                                                                      | Tots els pobles tenen dret a l'autodeterminació. En virtut d'aquest dret determinen lliurement el seu estatut polític i procuren també pel seu desenvolupament, econòmic, social i cultural. Tots els pobles poden, per a les seves pròpies finalitats, disposar lliurement de llurs riqueses i de llurs recursos naturals sense perjudicar, però, cap de les obligacions que sorgeixen de la cooperació econòmica internacional basada en un principi de benefici recíproc, i també del dret internacional. En cap cas, un poble no pot ser privat dels seus mitjans de subsistència. Els estats part en aquest pacte, incloent-hi aquells que tenen responsabilitat d'administrar territoris no autònoms, i territoris en fideïcomís, promouran l'exercici del dret a l'autodeterminació i respectaran aquest dret d'acord amb les disposicions de la Carta de les Nacions Unides. | » |
| — Nacions Unides , Pacte Internacional dels Drets Civils i Polítics (1966): Article 1. | |   |

### Pacte Internacional de Drets Econòmics, Socials i Culturals
Les Nacions Unides van proclamar, el 16 de desembre de 1966, el Pacte Internacional dels Drets Econòmics, Socials i Culturals. Va entrar en vigor el 3 de gener de 1976. El novembre de 2014 havia estat ratificat per 162 Estats membres de l'ONU. El text de l'article 1 és idèntic al de l'article 1 del Pacte Internacional de Drets Civils i Polítics.

## Situació actual
Evidentment, es produeix una tensió entre el concepte d'autodeterminació dels pobles i el d'integritat territorial dels estats.
Com que Nacions Unides només havia aplicat expressament el dret d'autodeterminació dels pobles al cas específic dels pobles colonials, un cop conclòs el procés de descolonització sovint els estats membres interpreten que el dret d'autodeterminació ja només és aplicable als estats i no als pobles, i que se circumscriu als principis d'integritat territorial i de no ingerència en els afers interns. Segons això, "poble" amb dret a l'autodeterminació seria el conjunt de tota la població d'un mateix estat nació, més que no les persones que comparteixen una mateixa cultura o llengua.
Emperò, la literalitat dels textos jurídics de Nacions Unides es refereix a "tots els pobles", tant en la Carta com en la Declaració, i també en els pactes internacionals dels drets humans (de drets civils i polítics, i de drets econòmics, socials i culturals). Segons això, l'aplicació expressa d'un dret a un subconjunt específic de pobles (els colonials) no comporta pas negar-lo a tots els altres (els no considerats oficialment com a colonitzats), tant més que això contradiria la literalitat dels textos jurídics ("tots els pobles").
El 24 d'octubre de 1970 l'Assemblea General de les NU adoptà per unanimitat la resolució 2625 (XXV), Declaració sobre els principis de Dret Internacional referents a les relacions d'amistat i cooperació entre els Estats en conformitat amb la Carta de les Nacions Unides. S'hi estableix que la descolonització és una manifestació important de l'autodeterminació, però que l'àmbit d'aquest dret és més extens: també l'associa amb l'existència de govern representatiu. La Declaració afirmava que la lliure determinació és un dret de tots els pobles i que comporta obligacions per a tots els Estats, i que el seu respecte és condició necessària per a l'establiment de relacions amistoses i cooperació entre els Estats.
El dret d'autodeterminació ha romàs qüestió candent en la política internacional, i encara més d'ençà la fi de la Guerra Freda (1991), quan el principi ha experimentat una revitalització i l'han esgrimit diversos països en processos d'independència reeixits, incloent-hi al si d'Europa. En l'actualitat són nombrosos els pobles que, en cadascun dels continents, es consideren nacions sense Estat i reivindiquen el dret d'autodeterminació d'acord amb la literalitat dels principis de Nacions Unides incorporats al dret internacional i, mitjançant ratificació, al dret positiu de multitud d'estats membres.
En definitiva, el dret internacional reconeix genèricament el dret d'autodeterminació com un dels drets humans bàsics. Alhora, no existeix regulació internacional sobre com exercir el dret d'autodeterminació, ni tampoc sobre a qui correspon. Bàsicament, perquè el sistema internacional d'estats constituïts és altament conservador, i cada Estat prefereix evitar el qüestionament de l'statu quo per part de nous processos d'autoderminació, en nom de l'estabilitat, així com per a eludir processos d'autodeterminació que l'afectin. Així, s'han desenvolupat diverses teories que, sense negar explícitament el dret d'autodeterminació, malden per limitar-ne l'aplicació efectiva, del tot o en part:
- hi ha corrents que subordinen el dret d'autodeterminació a la legislació de l'Estat matriu; la qual cosa és tant com eludir el dret d'autodeterminació en general, perquè desplaça el subjecte de la decisió (autodeterminació), i perquè la gran majoria d'estats nega el dret explícitament o en la pràctica (malgrat el dret internacional vigent i la corresponent integració en el dret positiu estatal).

- alguns teòrics defensen que l'única motivació que legitimaria una declaració independència en cas no estrictament colonial és la clàusula del "mal menor" davant minorització estructural (remedial secession doctrine), concepció derivada de l'actitud oficial del Canadà envers les reivindicacions del Quebec; aquest principi, emperò, implicaria reduir la virtualitat del dret d'autodeterminació a casos prefixats que no tindrien en compte la voluntat del poble en qüestió.

- també del Tribunal Suprem del Canadà deriva el nou concepte de "autodeterminació interna", que implica un cert reconeixement de drets als pobles, però alhora els nega el dret d'independitzar-se, és a dir, limita l'abast del concepte, i de la sobirania popular, en prioritzar la integritat territorial dels estats ja constituïts.

En tot cas, la sentència del Tribunal Internacional de Justícia de la Haia (part integrant del sistema de Nacions Unides) sobre el cas de Kosovë (22 de juliol de 2010) dictaminà: "El dret internacional general no conté cap prohibició aplicable respecte de les declaracions d'independència. La declaració d'independència [de Kosovë] de 17 de febrer de 2008 no infringeix el dret internacional general".

## Jurisprudència en alguns estats
Tant als Estats Units com a Itàlia i Alemanya hi ha hagut sentències en contra del dret d'autodeterminació dels territoris de l'estat que integren.
La sentència Texas v. White de 1869 del Tribunal Suprem dels Estats Units ho va establir així. La Sentència 118 d'abril de 2015 del Tribunal Constitucional d'Itàlia també va fer això i la Resolució de 16 de desembre de 2016 (2 BvR 349/16) del Tribunal Constitucional Federal alemany també.

## Legislació estatal

### Europa
- Eslovènia: "Eslovènia és un Estat de tots els seus ciutadans i es fonamenta en el dret permanent i inalienable de la nació eslovena a l'autodeterminació."[25]
- Eslovàquia: "Nosaltres, la nació eslovaca, […] reconeixent el dret natural de les nacions a l'autodeterminació, [...]"[26]
- Alemanya: "Els alemanys als Länder de Baden-Württemberg, Baviera, Berlín, Brandenburg, Bremen, Hamburg, Hessen, Baixa Saxònia, Mecklenburg-Pomerània Occidental, Rin del Nord-Westfàlia, Renània-Palatinat, Sarre, Saxònia, Saxònia-Anhalt, Slesvig-Holstein i Turíngia han assolit la unitat i llibertat d'Alemanya en la lliure autodeterminació."[27]
- França: "[...]En virtut d'aquests principis i del de la lliure determinació dels pobles[...]"[28]
- Portugal: "Portugal reconeix el dret dels pobles a l'autodeterminació, la independència i al desenvolupament, així com el dret d'insurrecció contra totes les formes d'opressió."[29]
- Dinamarca[30]

### Amèrica
- Brasil: "La República Federal del Brasil es regeix en les seves relacions internacionals pels següents principis: I - la independència nacional; II - la prevalença dels drets humans; III - l'autodeterminació dels pobles;[...]"[31]
- Cuba: "La República de Cuba […] ratifica la seva aspiració de pau digna, verdadera i vàlida per a tots els Estats, grans i petits, dèbils i poderosos, assentada en el respecte a la independència i sobirania dels pobles i el dret a l'autodeterminació;"[32]
- Equador: "[Equador] proclama la independència i igualtat jurídica dels Estats, la convivència pacífica i l'autodeterminació dels pobles[...]"[33]
- Mèxic: "[...]el titular del Poder Executiu observarà els següents principis normatius: l'autodeterminació dels pobles[...]"[34]
- Paraguai: "La República del Paraguai, en les seves relacions internacionals, accepta el dret internacional i s'ajusta als següents principis: la independència nacional; l'autodeterminació dels pobles;[...]"[35]
- Veneçuela: "cooperar amb les altres nacions i, de manera especial, amb les Repúbliques germanes del Continent, en les finalitats de la comunitat internacional, sobre la base del recíproc respecte de les sobiranies, l'autodeterminació dels pobles, la garantia universal dels drets individuals i socials de la persona humana, i el repudi de la guerra, de la conquesta i del predomini econòmic com a instruments de política internacional"[36]
- Colòmbia: "Les relacions exteriors de l'Estat es fonamenten en la sobirania nacional, en el respecte a l'autodeterminació dels pobles i en el reconeixement dels principis del dret internacional acceptats per Colòmbia."[37]
- Hondures: "Hondures fa seus els principis i pràctiques del dret internacional que tendeixen a la solidaritat humana, respecte a l'autodeterminació dels pobles, a la no-intervenció i a la consolidació de la pau i la democràcia universal. Hondures proclama com ineludible la validesa i obligatòria execució de les sentències arbitrals i judicials de caràcter internacional."[38]
- Nicaragua: "Són principis de la nació nicaragüenca: la llibertat; la justícia; el respecte a la dignitat de la persona humana; el pluralisme polític, social i ètnic; el reconeixement a les diferents formes de propietat; la lliure cooperació internacional; i el respecte a la lliure autodeterminació dels pobles."[39]
- Surinam: "La República de Surinam reconeix i respecta el dret de les nacions a l'autodeterminació i la independència nacional, sobre la base de la igualtat, la sobirania i el benefici mutu."[40]

### Àsia
- Timor Oriental: En matèria de relacions internacionals, la República Democràtica de Timor Oriental es governarà pels principis de la independència nacional, el dret dels pobles a l'autodeterminació i la independència,[...]"[41]

### Àfrica
- Sud-àfrica: "El dret del poble de Sud-àfrica en el seu conjunt a l'autodeterminació, tal com es manifesta en aquesta Constitució, no exclou, en el marc d'aquest dret, el reconeixement de la noció del dret a l'autodeterminació de qualsevol comunitat que comparteix una cultura comuna i l'herència del llenguatge, dins d'una entitat territorial a la República o en qualsevol altra forma, determinada per la legislació nacional."[42]
- Cap Verd: "L'estat de Cap Verd defensa el dret dels pobles a l'autodeterminació i a la independència i dona suport a la lluita dels pobles contra el colonialisme o qualsevol altra forma de dominació o opressió política o militar."[43]
- Sudan: "El poble del Sudan del Sud tindrà dret a l'autodeterminació mitjançant un referèndum per determinar el seu estatus futur."[44]
- Etiòpia: "Cada nació, nacionalitat i poble a Etiòpia té el dret incondicional a l'autodeterminació, inclòs el dret a la secessió."[45]